# Knox Goes Away
Knox Goes Away es una película de suspenso neo-noir y drama estadounidense de 2023 dirigida y protagonizada por Michael Keaton y escrita por  Gregory Poirier. Está protagonizada por Keaton, James Marsden, Suzy Nakamura, Joanna Kulig, Ray McKinnon, John Hoogenakker, Lela Loren, Marcia Gay Harden y Al Pacino. La película sigue a un asesino a sueldo (Keaton), a quien, después de ser diagnosticado con un tipo de demencia de rápida evolución, se le presenta la oportunidad de redimirse salvando la vida de su hijo adulto de quien está distanciado (Marsden).
Se proyectó en el Festival Internacional de Cine de Toronto de 2023 y su estreno en los cines estadounidenses se produjo el 15 de marzo de 2024.

## Trama
John Knox trabaja día a día como asesino a sueldo contratado por Xavier Crane, un jefe criminal. Está separado de su esposa e hijo y contrata semanalmente a una inmigrante cracoviana llamada Annie, quien comparte su amor por los libros. Más tarde, a Knox se le diagnostica una forma de demencia de rápida evolución llamada enfermedad de Creutzfeldt-Jakob. Rápidamente hace arreglos para retirar dinero y retirarse del negocio. Antes de eso, emprende un último trabajo con su socio, Thomas Muncie.
Durante el trabajo, después de matar con éxito a su objetivo pero también de matar accidentalmente a la mujer que estaba con él en la ducha, Knox mata por error a Muncie en su confusión producida por la demencia. Rápidamente ordena la escena y se marcha. Esa noche, de repente lo visita su hijo Miles, del que está distanciado, quien entre lágrimas admite haber matado a un hombre por violar a su hija, la nieta de Knox. Knox le ordena a su hijo que permanezca en silencio ante las autoridades y más tarde se dirige a la escena del crimen y elimina meticulosamente las pruebas que pueden incriminar a Miles, mientras las guarda misteriosamente para su uso posterior. Mientras tanto, la detective Emily Ikari está en ambos casos de asesinato, decidida a identificar al perpetrador.
Más tarde, Knox visita a Xavier. Juntos, elaboran un plan para preparar a la familia de Knox para la vida mientras deja atrás el negocio, todo mientras Knox lucha contra su estado mental que se desvanece. Mientras tanto, la detective Ikari vincula ambos crímenes con un solo autor. Interroga a Knox sin ningún resultado. Knox coloca la evidencia que había almacenado previamente en la casa de su hijo Miles, aparentemente traicionándolo. Miles es arrestado por el asesinato del violador de su hija y se enfrenta a Knox en prisión, donde Knox acusa a Miles de delatarlo en un caso de evasión fiscal varios años antes. 
Tras perderse en el bosque después de desenterrar su alijo de diamantes en una cabaña que solía tener su familia, Crane recoge a Knox y lo lleva a casa. Al llegar a casa, se enfrenta a un grupo de ladrones y a Annie, quien se había dado cuenta de la demencia de Knox y del hecho de que había estado cobrando y, como resultado, lo delató. Knox logra matarlos a todos y le revela a Annie que de todos modos habría recibido una parte. Abatido, Knox llama a Xavier, quien le desea fortuna antes de informar a la policía como parte de su plan, tras lo cual es arrestado por la detective Ikari. Más tarde, la policía descubre señales de que la evidencia encontrada en la casa de Miles Knox puede haber sido manipulada y colocada allí por Knox, lo que lleva a la conclusión de que Knox pudo haber incriminado a su propio hijo por el asesinato. Cuando Ikari le pregunta sobre un posible motivo, Miles, recordando la acusación de su padre contra él en prisión, responde en consecuencia, echando toda la culpa a Knox. Luego es liberado.
Varias semanas después, Miles visita a su padre en prisión. Knox, que ahora ha perdido por completo sus facultades mentales, no reconoce a su propio hijo y luego es trasladado de prisión a un centro médico. Miles y su madre reciben partes iguales de la fortuna de Knox. Annie recibe la biblioteca de Knox y abre la portada de Historia de dos ciudades. La película termina con un Knox catatónico mirando por una ventana.

## Reparto
- Michael Keaton como John «Aristotle» Knox
- Al Pacino como Xavier Crane
- Marcia Gay Harden como Ruby Knox
- James Marsden como Miles Knox
- Suzy Nakamura como Detective Emily Ikari
- John Hoogenakker como Detective Rale
- Joanna Kulig como Annie
- Sasha Neboga como Ludmilla
- Ray McKinnon como Thomas Muncie
- Lela Loren como Cheryl Knox
- Dennis Dugan como Philo Jones

## Producción
Michael Keaton dirigió la película a partir del guion de Gregory Poirier. La filmación se llevó a cabo de octubre a diciembre de 2022 en Los Ángeles.

## Estreno
Knox Goes Away tuvo su estreno mundial en el Festival Internacional de Cine de Toronto de 2023 el 10 de septiembre de 2023. En noviembre de 2023, Saban Films adquirió los derechos de distribución de la película en Estados Unidos y luego programó su estreno en cines el 15 de marzo de 2024.

### Crítica
En el sitio web de agregador de reseñas Rotten Tomatoes, el 66 % de las reseñas de 79 críticos son positivas, con una calificación promedio de 5,9/10. El consenso del sitio web dice: «Michael Keaton dirige a Michael Keaton en Knox Goes Away, y obtiene una interpretación estupenda de sí mismo, aunque queda varada en un guion decepcionante». Metacritic, que utiliza un promedio ponderado, asignó a la película una puntuación de 54 sobre 100, basada en 19 críticas, lo que indica críticas «mixtas o promedio».